# Rindr
Rindr (en nòrdic antic) o Reti (llatí) (de vegades amb l'anglicisme Rind) és un personatge femení de la mitologia nòrdica, alternativament descrit com una geganta, una dea o una princesa humana de l'est (d'algun lloc de la Rússia actual). Rindr estava embarassada d'Odin i va donar a llum Váli.
El document principal en què apareix Rindr és al llibre III de la Gesta Danorum, escrita per Saxo Grammaticus al voltant del segle xiii. Allà es diu Reti i és la filla del rei dels rutens. Després de la mort de Baldr, Odin consulta els vidents sobre la manera de venjar-se. Seguint els seus consells, Odin es disfressà d'un guerrer anomenat Roster per estar entre els rutens. Allà va ser descobert dues vegades per Reti. A continuació, es va disfressar d'una xaman anomenada Wecha. Quan Rinda més tard va caure malalta, Odin disfressat va dir que tenia la medicina amb la qual podia guarir-la, però que podria causar una reacció violenta. Seguint el consell d'Odin, el rei Reti va lligar-la al seu llit. I així Odin la va violar. De la violació, va néixer Bous, que després venjà Baldr.
La seducció de Rindr per part d'Oðinn es descriu un cop fora de la Gesta Danorum, en una línia de l'estrofa 3 del Sigurðarkviða, un poema de Kormákr Ögmundarson lloant Sigurðr Hlaðajarl, que va governar al voltant de Trondheim a la meitat del segle desè. Igual que altres poemes de lloança, en general se suposa que és autèntic i no una composició pseudohistòrica posterior. En el vers de Kormákr, s'esmenta que "Óðinn seið til Rindar’ ('Odin encantà Rindr'), denotant la seducció màgica d'Odin a Rindr amb el verb síða. Això suggereix que Kormakr pensà que la màgia coneguda com a seiðr era part integrant del galanteig de Rindr, i és una prova important per a l'associació d'Oðinn amb aquest tipus de màgia.